# Liste der Naturdenkmale in Gutach im Breisgau
| Naturdenkmale | Anzahl |
| ------------- | ------ |
| FND           | 0      |
| END           | 2      |
| Gesamt        | 2      |

Die Liste der Naturdenkmale in Gutach im Breisgau nennt die verordneten Naturdenkmale (ND) der im baden-württembergischen Landkreis Emmendingen liegenden Gemeinde Gutach im Breisgau. In Gutach im Breisgau gibt es insgesamt zwei als Naturdenkmal geschützte Objekte, keines ist ein flächenhaftes Naturdenkmal (FND), beide sind Einzelgebilde-Naturdenkmale (END).
Stand: 31. Oktober 2016.

## Einzelgebilde (END)
| Name                     | Bild | Kennung     | Einzelheiten       | Position | Fläche Hektar | Datum |
| ------------------------ | ---- | ----------- | ------------------ | -------- | ------------- | ----- |
| Krenzmooswiese           |      | 83160140001 | Gutach im Breisgau | ???      | 0,0           |       |
| 1 Eiche „Wachteiche“     |      | 83160140002 | Gutach im Breisgau | ???      | 0,0           |       |
| Legende für Naturdenkmal |      |             |                    |          |               |       |